# مسعود گلزاری
مسعود گلزاری (۱۳۱۳ در تهران – ۵ مرداد ۱۳۹۹ در تهران) باستان‌شناس، پژوهشگر، مترجم و ایران‌شناس بود.

## زندگی
مسعود گلزاری در سال ۱۳۱۳ در محلۀ سنگلج تهران به دنیا آمد. تحصیلات ابتدایی و متوسطه را در شهرهای تهران، رشت و کرمانشاه به پایان رساند. سپس در رشتهٔ باستان‌شناسی در دانشگاه تهران تا مقطع کارشناسی ارشد به تحصیل پرداخت. از سال ۱۳۳۸ کار تدریس را آغاز کرد و تا سال ۱۳۴۹ در دانش‌سرای تربیت معلم تهران به تدریس پرداخت. او در دهۀ ۱۳۴۰ همچنین مدتی در دبیرستان کزازی کرمانشاه دبیر تاریخ بود و مدتی هم مدیریت این دبیرستان را بر عهده داشت. از همان زمان در تیم‌های علمی باستان‌شناسی آمریکایی و آلمانی در استان‌های آذربایجان غربی و کرمانشاه به همکاری می‌پرداخت. از سال ۱۳۵۰ به عضویت در هیئت علمی گروه باستان‌شناسی و هنر دانشگاه تهران پذیرفته‌شد و همزمان تحصیل در مقطع دکترا را نیز با گرایش تاریخ پیش از اسلام آغاز کرد. از سال ۱۳۵۶ با اتمام تحصیلاتش در ایران، به انگلستان رفت و در آن‌جا به تحصیل، پژوهش و تدریس پرداخت. مسعود گلزاری از سال ۱۳۵۱ و به صورت سالانه، سه ماه از سال به همراه هیئت علمی گروه باستان‌شناسی دانشگاه تهران در تپه زاغهٔ قزوین به کاوش می‌پرداخت. علاوه بر این، او نزدیک به ۲۰ سال در منطقهٔ کردستان ایران و استان‌های آذربایجان غربی، کردستان و کرمانشاه به کاوش باستان‌شناختی پرداخت. گلزاری سال ۱۳۶۳ برای تدریس به دانشگاه تهران بازگشت،‌ اما در سال ۱۳۶۵ اخراج و پاکسازی شد. در همان سال دانشگاه آزاد اسلامی از او برای برنامه‌ریزی برای راه‌اندازی دانشگاه آزاد دعوت کرد و گلزاری نزدیک به ۳۰ سال در شهرهایی مانند تهران، رودهن و تنکابن به تدريس پرداخت.

### درگذشت
گلزاری در روز یکشنبه ۵ مرداد ۱۳۹۹ به علت بیماری ریوی ناشی از یک توده، با سطح هشیاری پایین در بیمارستان شریعتی تهران بستری شد. وی پس از چند ساعت در همان بیمارستان در حالت کما درگذشت. مسعود گلزاری از پیروان دین یارسان بود و وصیت کرد پس از مرگش در گورستان روستای توت‌شامی به خاک سپرده شود. همچنین سید نصرالدین حیدری گوران مسندنشین خاندان خاموشی و رهبر دینی یارسان با انتشار پیامی درگذشت وی را تسلیت گفت.

## آثار

### تألیف
- گ‍ل‍زاری، م‍س‍ع‍ود، ج‍غ‍راف‍ی‍ای ش‍ه‍ری و روس‍ت‍اشناسی، ت‍ه‍ران: کتابدار، ۱۳۸۶.
- گ‍ل‍زاری، م‍س‍ع‍ود و ناظمی‌راد، حمیدرضا، گزیده تاریخ ادبیات ایران: از کهن‌ترین دوران تا امروز، تهران: کتابدار، ۱۳۸۸.
- گلزاری، مسعود، کلیات علم اقتصاد (ترجمه، تلخیص و نوشته مسعود گلزاری)، تهران: کتابدار، ۱۳۸۶.
- گ‍ل‍زاری، م‍س‍ع‍ود، ک‍رم‍ان‍ش‍اه‍ان - ک‍ردس‍ت‍ان، س‍ل‍س‍ل‍ه ان‍ت‍ش‍ارات ان‍ج‍م‍ن آث‍ار م‍ل‍ی: شماره ۱۴۷، تهران: ان‍ج‍م‍ن آث‍ار م‍ل‍ی، ۱۳۵۷.
- گ‍ل‍زاری، م‍س‍ع‍ود، بیستون و داریوش: یادبود پیروزی‌های داریوش یکم هخامنشی، تهران: نشر کتابدار، ۱۳۹۶.

### ترجمه
- اوئ‍و، ژان-ل‍وی‍ی، ایران باستان از آغاز تا پایان هخامنشیان، (ایران، جلد یکم)، ترجمه مسعود گلزاری و مهردخت وزیرپورکشمیری (گلزاری)، تهران: کتابدار، ۱۳۸۹.
- ل‍وک‍ون‍ی‍ن، ولادی‍م‍ی‍ر گ‍ری‍گ‍ور ی‍وی‍چ، ایران باستان: از اشکانیان تا فروپاشی ساسانیان، (ایران، جلد دوم)، ترجمهٔ مسعود گلزاری و مهردخت وزیرپورکشمیری، تهران: کتابدار، ۱۳۹۴.
- ب‍م‍ب‍ارو، ف‍ی‍ل‍ی‍پ، گنجینه هنر اسلامی، ترجمهٔ مسعود گلزاری و مهردخت وزیرپورکشمیری، تهران: کتابدار، ۱۳۸۹.
- م‍ل‍گ‍ون‍ف، گ‍ری‍گ‍وری وال‍ری‍ان‍ووی‍چ، س‍ف‍رن‍ام‍ه م‍ل‍گ‍ون‍ف ب‍ه س‍واح‍ل ج‍ن‍وب‍ی دری‍ای خ‍زر: ۱۸۵۸ و ۱۸۶۰م، تص‍ح‍ی‍ح، ت‍ک‍م‍ی‍ل و ت‍رج‍م‍هٔ م‍س‍ع‍ود گ‍ل‍زاری، تهران: دادج‍و، ۱۳۶۴.

### ویرایش و تصحیح
- رابینسون، اندرو، داستان نگارش (تاریخ خط)، ترجمهٔ مهردخت وزیرپورکشمیری و زهره میرحسینی، ویرایش مسعود گلزاری، تهران: کتابدار، ۱۳۸۸.
- وزیرپور کشمیری، مهردخت، مرجع‌شناسی عمومی لاتین، ویراسته مسعود گلزاری، تهران: کتابدار، ۱۳۸۶.
- واسمن، آن، گ‍ام‌ه‍ای ن‍و در ارائ‍هٔ خ‍دم‍ات ک‍ت‍اب‍داران م‍درس‍ه‌ه‍ا: ت‍وص‍ی‍ه‌ه‍ای س‍اده ب‍رای م‍ت‍خ‍ص‍ص‍ی‍ان ک‍ت‍اب‍داری و ف‍ن‌آوری آم‍وزش‍ی در م‍درس‍ه، ت‍رج‍م‍هٔ م‍ه‍ردخ‍ت وزی‍رپ‍ورک‍ش‍م‍ی‍ری و ش‍ای‍س‍ت‍ه خ‍زائ‍ل‍ی، وی‍راس‍ت‍ار م‍س‍ع‍ود گ‍ل‍زاری، ت‍ه‍ران: دب‍ی‍زش، ۱۳۸۴.
- ف‍راه‍ان‍ی، م‍ح‍م‍دح‍س‍ی‍ن‌ب‍ن م‍ه‍دی، س‍ف‍رن‍ام‍هٔ م‍ی‍رزا م‍ح‍م‍دح‍س‍ی‍ن ح‍س‍ی‍ن‍ی ف‍راه‍ان‍ی: ۱۳۰۲ - ۱۳۰۳ ه‍.ق، ب‍ه‌ک‍وش‍ش م‍س‍ع‍ود گ‍ل‍زاری، ت‍ه‍ران: ف‍ردوس‍ی، ۱۳۶۲.
- نامی ، م‍ی‍رزا اب‍راه‍ی‍م، س‍ف‍رن‍ام‍هٔ اس‍ت‍رآب‍اد و م‍ازن‍دران و گ‍ی‍لان و...، ب‍ه ک‍وش‍ش م‍س‍ع‍ود گ‍ل‍زاری، تهران: بنیاد فرهنگ ایران، [۱۳۵۵].
- ادی‍ب ال‍م‍ل‍ک، ع‍ب‍دال‍ع‍ل‍ی بن علی، س‍ف‍رن‍ام‍هٔ ادی‍ب‌ال‍م‍ل‍ک ب‍ه ع‍ت‍ب‍ات (دل‍ی‍ل ال‍زای‍ری‍ن)، ت‍ص‍ح‍ی‍ح م‍س‍ع‍ود گ‍ل‍زاری، ت‍ه‍ران: دادج‍و، ۱۳۶۴.

### ادبیات کودکان و نوجوانان
- اح‍ی‍ای‍ی، م‍ح‍م‍ود، ۳۶۵ ق‍ص‍ه ب‍رای ب‍چ‍ه‌ه‍ای خ‍وب، ب‍ازن‍وی‍س‍ی م‍ح‍م‍ود اح‍ی‍ائ‍ی، زی‍ر ن‍ظر م‍س‍ع‍ود گ‍ل‍زاری، ت‍ه‍ران: اش‍اره-دادج‍و، ۱۳۸۲.
- نخ‍ودی، ق‍ص‍ه‌پ‍رداز م‍ح‍م‍ود م‍ش‍رف آزاد ت‍ه‍ران‍ی، ت‍ص‍وی‍رگ‍ر م‍ح‍س‍ن م‍ح‍س‍ن‌پ‍ور، وی‍راس‍ت‍ار م‍س‍ع‍ود گ‍ل‍زاری، ت‍ه‍ران: دادج‍و، ۱۳۷۵.
- خ‍ال‍ه ت‍پ‍ل‍ی، ل‍پ‍اش گ‍ل‍ی، ق‍ص‍ه‌پ‍رداز م. آزاد، ت‍ص‍وی‍رگ‍ر م‍ح‍س‍ن ح‍س‍ن‌پ‍ور، وی‍راس‍ت‍ار م‍س‍ع‍ود گ‍ل‍زاری، ت‍ه‍ران: دادج‍و، ۱۳۷۵.
- ش‍ه‍ر س‍ب‍ا، ق‍ص‍ه‌پ‍رداز م‍ح‍م‍ود م‍ش‍رف آزاد ت‍ه‍ران‍ی، ت‍ص‍وی‍رگ‍ر م‍ح‍س‍ن م‍ح‍س‍ن‌پ‍ور، وی‍راس‍ت‍ار م‍س‍ع‍ود گ‍ل‍زاری، ت‍ه‍ران: دادج‍و، ۱۳۷۵.
- م‍ش‍رف‌آزادت‍ه‍ران‍ی، م‍ح‍م‍ود، خ‍ان‍م خ‍ان‍م‌ه‍ا و ح‍س‍ن‍ک، ق‍ص‍ه‌پ‍رداز م. آزاد، ت‍ص‍وی‍رگ‍ر م‍ح‍س‍ن ح‍س‍ن‌پ‍ور، وی‍راس‍ت‍ار م‍س‍ع‍ود گ‍ل‍زاری، ت‍ه‍ران: دادج‍و، ۱۳۷۵.
- ورن، ژول، م‍ی‍ش‍ل اس‍ت‍روگ‍ف، ت‍رج‍م‍ه و ت‍ن‍ظی‍م م‍س‍ع‍ود گ‍ل‍زاری، ت‍ه‍ران: دادج‍و، ۱۳۶۹.
- ورن، ژول، ن‍اخ‍دای پ‍ان‍زده س‍ال‍ه، ت‍رج‍م‍ه م‍س‍ع‍ود گ‍ل‍زاری، ت‍ه‍ران: دادجو، ۱۳۶۴.
- ورن، ژول، ف‍رزن‍دان ک‍اپ‍ی‍ت‍ان گ‍ران‍د، ت‍رج‍م‍ه م‍س‍ع‍ود گ‍ل‍زاری، ت‍ه‍ران: دادج‍و، ۱۳۶۳.
- ورن، ژول، ف‍ان‍وس‍ی ب‍ر ت‍ارک دن‍ی‍ا، ت‍رج‍م‍ه و ت‍ن‍ظی‍م م‍س‍ع‍ود گ‍ل‍زاری، ت‍ه‍ران: دادج‍و، ۱۳۶۴.
- توای‍ن، م‍ارک، م‍اج‍راه‍ای ه‍اک‍ل‍ب‍ری ف‍ی‍ن، ت‍رج‍م‍هٔ س‍وداب‍ه زرک‍ف، زی‍رن‍ظر م‍س‍ع‍ود گ‍ل‍زاری، ت‍ه‍ران: دادج‍و، ۱۳۶۴.
- ل‍ن‍دن، ج‍ک، س‍پ‍ی‍د دن‍دان، ت‍رج‍م‍هٔ م‍ح‍م‍د ش‍اطرل‍و، زی‍رن‍ظر م‍س‍ع‍ود گ‍ل‍زاری، ت‍ه‍ران: دادج‍و، ۱۳۶۴.